# 王豹
王豹（?—?），西晉順陽人。曾擔任豫州別駕，後來司馬倫稱帝，齊王司馬冏與司馬乂、司馬穎一同攻入洛陽殺死司馬倫。晉惠帝任命司馬冏為大司馬，獨攬大權。司馬冏則任命王豹為主簿。司馬冏大權獨攬，眾人日漸不滿。王豹多次上書勸司馬冏離開京城洛陽前往宛城，與在鄴城的成都王司馬穎共治天下，並且讓其他王侯回到封國。後來放在司馬冏几案上的王豹上書被長沙王司馬乂看到，非常不滿，要求司馬冏殺處死王豹。司馬冏同意，於是象征性上書晉惠帝後便處死王豹。王豹临死说要悬首大司马门，看到诸侯发兵攻打司马冏。时人认为冤。不久司马冏果然败亡。

## 延伸阅读
[在维基数据编辑]
 《晉書·卷089》，出自房玄齡《晉書》